# Шабленко, Антон Яковлевич
Антон Яковлевич Шабленко (укр. Антон Якович Шабленко; 29 января 1872, г. Сумы — 24 мая 1930, Ленинград) — украинский и советский рабочий-писатель, поэт, публицист, редактор.

## Биография
С юных лет батрачил, затем трудился слесарем на Харьковском паровозном заводе. Участник революционных выступлений. В 1910 г. А. Шабленко за участие в революционном движении был арестован и два года просидел в тюрьме. После Великой Октябрьской социалистической революции работал в Петербургском комитете продовольствия, а затем в органах народного образования.
В советский период был членом литературного объединения крестьянских писателей Украины «Плуг».

## Творчество
В литературе с 1893 г. Печатался в петербургских журналах «Зоря» (1893), «Свободной Украине» (укр. «Вільній Україні») (1906), «Украинская хата» (1910).
C 1906 г. — редактор-издатель политико-литературного и научного ежемесячника «Свободная Украина» (укр. «Вільна Україна») в Санкт-Петербурге.
Поэтические произведения А. Я. Шабленко, популярные на Украине во времена Российской империи, написаны им в фольклорном духе.
Кроме стихов, писал рассказы. Сборник его произведений «Новая хата» вышла в 1900 г. В ней писатель показал невыносимые условия жизни и труда рабочих, выразил веру в победу народа над несправедливым общественным строем.
В начале 1900-х г. украинский рабочий, начинающий поэт Антон Шабленко прислал М. Горькому рукописный сборник своих стихов. Горький немедленно отозвался:

«Так как сам я — цеховой малярного цеха, булочник, молотобоец и т. д., то вы, наверно, поймете, какой интерес для меня представляет свой брат рабочий,— склонный к писанию стихов».
В следующем письме: 

«В прозе вы обнаружили и наблюдательность и много сердца. Много сердца — лучшее средство хорошо писать! Я очень рад, что я, рабочий, могу сказать вам, рабочему,— пишите! Пишите кратко, просто, как вы видели, как чувствовали. Пишите, как страдает наш брат, как трудно ему найти дорогу к свету».
М. Горький внимательно отнесся к молодому поэту, дал ему ценные советы и предложил посылать свои произведения в журнал «Жизнь».

## Избранная библиография
- сборники рассказов и очерков: «Фонарик» (1899), «С юга» (1906),